# Copuetta
Genre
Copuetta est un genre d'araignées aranéomorphes de la famille des Corinnidae.

## Distribution
Les espèces de ce genre se rencontrent en Afrique subsaharienne.

## Liste des espèces
Selon World Spider Catalog (version 17.5, 08/10/2016) :
- Copuetta comorica Haddad, 2013
- Copuetta erecta Haddad, 2013
- Copuetta kakamega Haddad, 2013
- Copuetta kwamgumi Haddad, 2013
- Copuetta lacustris (Strand, 1916)
- Copuetta lesnei Haddad, 2013
- Copuetta litipo Haddad, 2013
- Copuetta lotzi Haddad, 2013
- Copuetta magna Haddad, 2013
- Copuetta maputa Haddad, 2013
- Copuetta naja Haddad, 2013
- Copuetta uzungwa Haddad, 2013
- Copuetta wagneri Haddad, 2013

## Publication originale
- Haddad, 2013  : Taxonomic notes on the spider genus Messapus Simon, 1898 (Araneae, Corinnidae), with the description of the new genera Copuetta and Wasaka and the first cladistic analysis of Afrotropical Castianeirinae. Zootaxa, no 3688, p. 1-79.